# 臨空城
臨空城（日语： Rinkō-taun），位於日本大阪府泉佐野市的海岸邊，是因為關西國際機場開業，而開發的海埔新生地副都心計畫。名稱由來是位於「臨接」「空港」（機場）的對岸地區。

## 概要
大阪府方面大概支出了6000億日元的費用。從1980年代末到1990年附近，雖然在關西國際機場與關西國際機場聯絡橋對岸的泉佐野市海岸地區部份預定要蓋50棟以上的高樓大廈與百貨公司，但是在泡沫經濟崩壊後，計劃一個個的都被凍結了。
一開始所有的用地都是預定分讓於大阪府的第三部門公司，因為分讓問題遲遲未能解決，所以一部分的土地以定期借地權的方式代替。其結果為，1997年以後，工場與鄰空Premium Outlet、山田電機、Nitori、SPORTS DEPO等等企業的大型店在此開店，或者有開店計畫。進而開始湧進企業，變的繁榮起來。雖然與副都心這個構想有所不同，但還是有建設高層住宅的計畫。2005年，雖然有韓國主題公園「臨空Korea Village」的建設計畫，但還是延宕下來。一方面、在2008年4月，國土交通省附屬的航空保安大學校遷移到此。還有約7.6公頃的商業用地，分別由「大和House工業」開設職業體驗型的主題公園，與擁有大摩天輪的複合商業「臨空Pleasure Town-SEACLE」在2007年12月8日開張。
由於以上結果，大幅改善經濟環境，在2003年時有著45.7的簽約率，在2010年的1月時，已簽約完畢的民間與公共設施達到了90.5。特別是流通業・製造業・加工業等以國際航空貨物進出量為做為亞洲區經濟發展為背景的企業快速增加，在2013年末已有97%簽約完畢。另外因為企業急遽的湧進，也為泉南市、田尻町、泉佐野市帶來了大量的稅收。

## 沿革
- 1978年　關西新機場（當時）關於對岸海埔新生地調查開始
- 1984年　12月　發表計畫書
- 1985年　決定南大阪灣岸整備事業計畫
- 1986年　12月　設立土地利用計劃委員會
- 1987年　1月　基於公有海埔新生地法、取得新生地執照
- 1987年　3月  開始保護海岸工事
- 1987年　6月  決定名稱為「臨空城」
- 1987年　12月  Royal Hotel發表35層樓高的旅館計劃，之後，到1990年為止幾家大企業發表進出計畫
- 1988年　1月  開始填塞海埔新生地
- 1990年　10月  決定商業區15區塊的進出企業
- 1991年　因為泡沫經濟，大阪府決定重新劃分商業區
- 1992年　設置為有關流通業・製造業・加工業、以及機場關聯產業地區
- 1993年　以後雖然比當初的計畫的速度大幅減低，但公共設施與商業區域等中心利用率漸漸提高

## 周邊設施

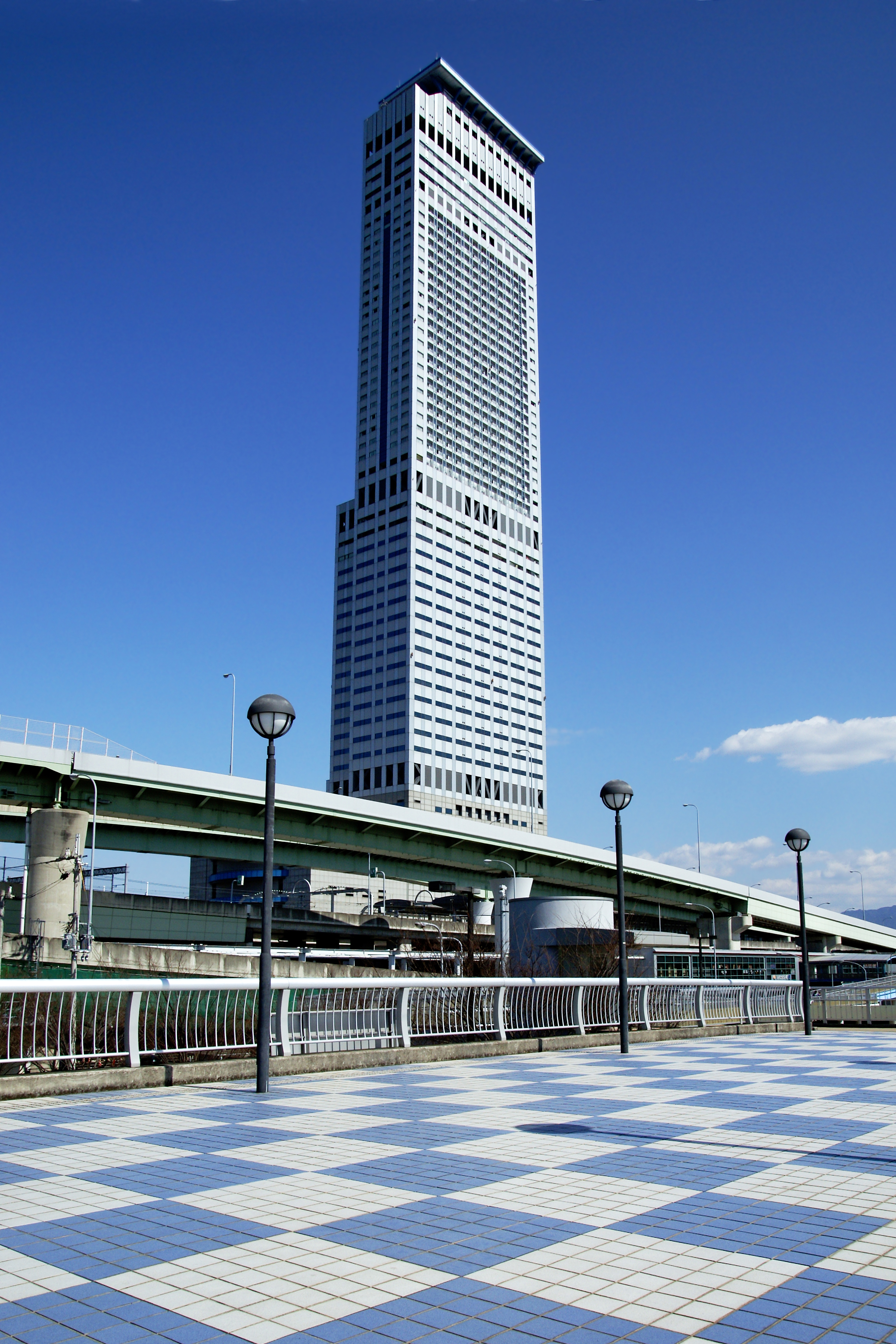
臨空Gate Tower大廈

### 商业设施
- 临空城精品折扣商城（Rinku Premium Outlets）（日语：りんくうプレミアム・アウトレット）
- 临空休闲城 SEACLE（日语：りんくうプレジャータウンSEACLE） - 综合型商业设施
  - 大摩天輪 - 是临空城的地标性建筑

### 交通
- 臨空城車站

### 宿泊施設
- Star Gate Hotel（日语：スターゲイトホテル関西エアポート）
- 關西機場華盛頓旅館（日语：ワシントンホテル (藤田観光)）

### 公園・海水浴場
- 臨空公園（日语：りんくう公園）
  - Marble Beach - 白色大理石海滨
- 臨空南海灘海水浴場「サザンビーチ」

### 學校
- 大阪府立大學研究所生命環境科學研究科系獸醫學専攻、大阪府立大學生命環境科系獸醫系
- 航空保安大学校（2008年4月遷移）
- 大阪府警察学校（2012年預定遷移）

### 其他地標
- 臨空門大廈 - 高256.1米，為日本第五高樓
- 國際交流基金關西國際中心

## 交通機構
- 阪神高速4号灣岸線 泉佐野南出入口
- 關西機場汽車道 泉佐野交流道
- 阪和自動車道 泉南交流道
- JR・南海電鐵 臨空城車站

## 關連項目
- 關西國際機場